# Hiéroglyphe égyptien G24
Le vanneau huppé aux ailes entravées, en hiéroglyphes égyptiens, est classifié dans la section G « Oiseaux » de la liste de Gardiner ; il y est noté G24. 

## Représentation
Il représente un vanneau huppé (Vanellus vanellus) dit Rekhyt (en) auquel l'ont a entrecroisé les ailes de manière à l'immobiliser. Il est translittéré rḫ(y)t.

## Utilisation
| G23 |

| G23 |

| G24 | i | i | t |

| G24 | i | i | t |

| r · x | i | i | t | G24 | A1 · B1 · Z2 |

| r · x | i | i | t | G24 | A1 · B1 · Z2 |

| r · x | i | i | t | G24 | A1 · B1 · Z2 |

| r · x | i | i | t | G24 | A1 · B1 · Z2 |

« sujets, gens du commun, humanité » (rapport avec le comportement collectif de l'oiseau).
Au Nouvel Empire le signe évolue par l'ajout de deux bras humains vers le ciel en adoration et l'aigrette et souvent remplacée par une ou deux oreilles pointues (signe G24A hors liste originale), il exprime alors l'adoration.